# Gorbea (Berg)
Der Gorbea (oder Monte Gorbea; baskisch: Gorbeia) ist ein Berg im Baskenland mit einer Höhe von 1481 msnm.
Der Monte Gorbea liegt auf der Grenze der Provinzen Bizkaia und Álava im spanischen Baskenland und stellt die höchste Erhebung beider Provinzen dar. Fälschlicherweise wird er manchmal als höchster Berg des spanischen Baskenlands angegeben, dies ist aber mit 1551 msnm der Aitxuri. Der Monte Gorbea befindet sich in einem Naturschutzgebiet Parque natural de Gorbea. Auf den Gipfel führen mehrere Wanderwege; dort befindet sich seit 1907 ein 17 m hohes Gipfelkreuz. An seiner Südflanke entspringt der Río Bayas.

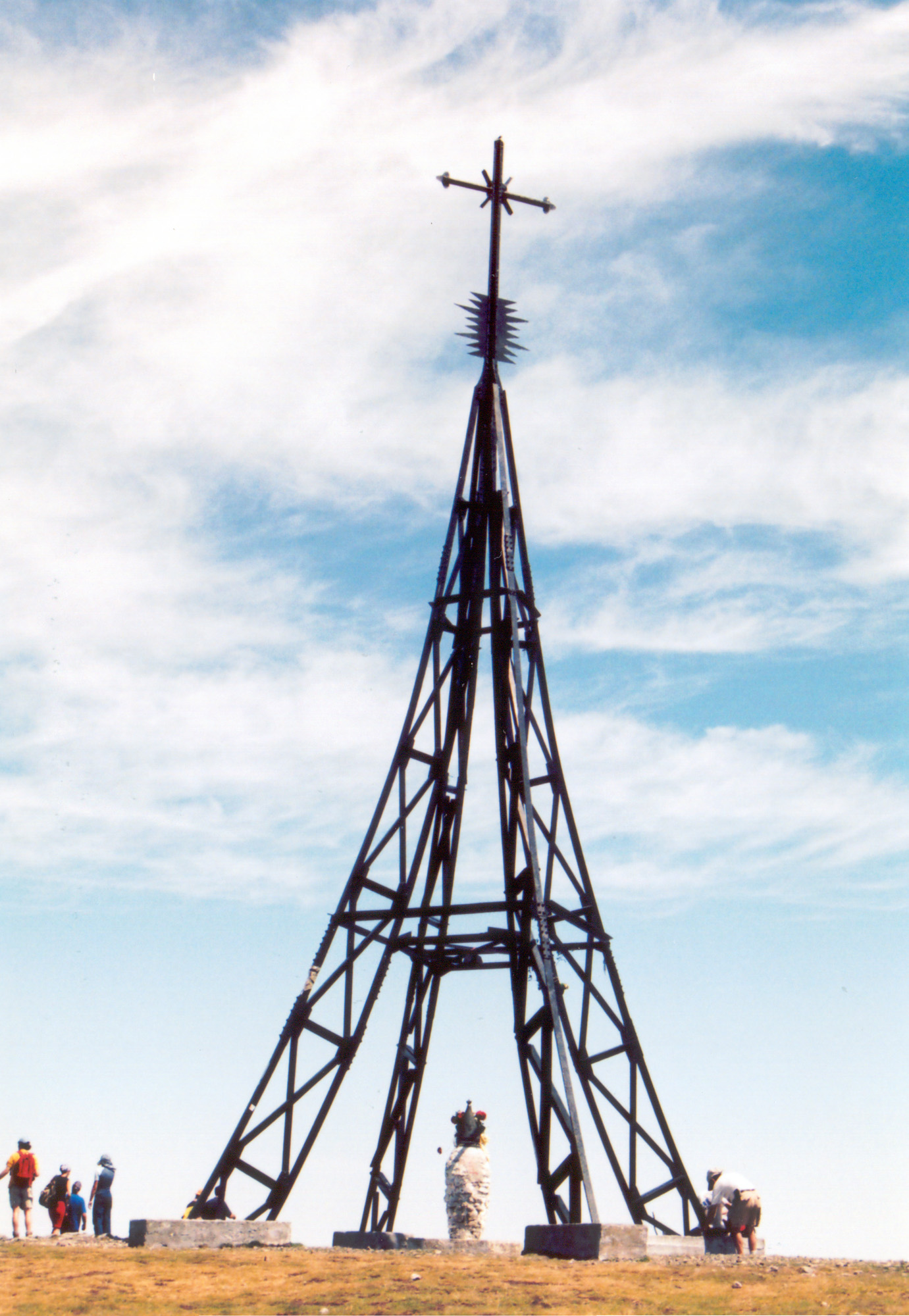
Gipfelkreuz des Monte Gorbea
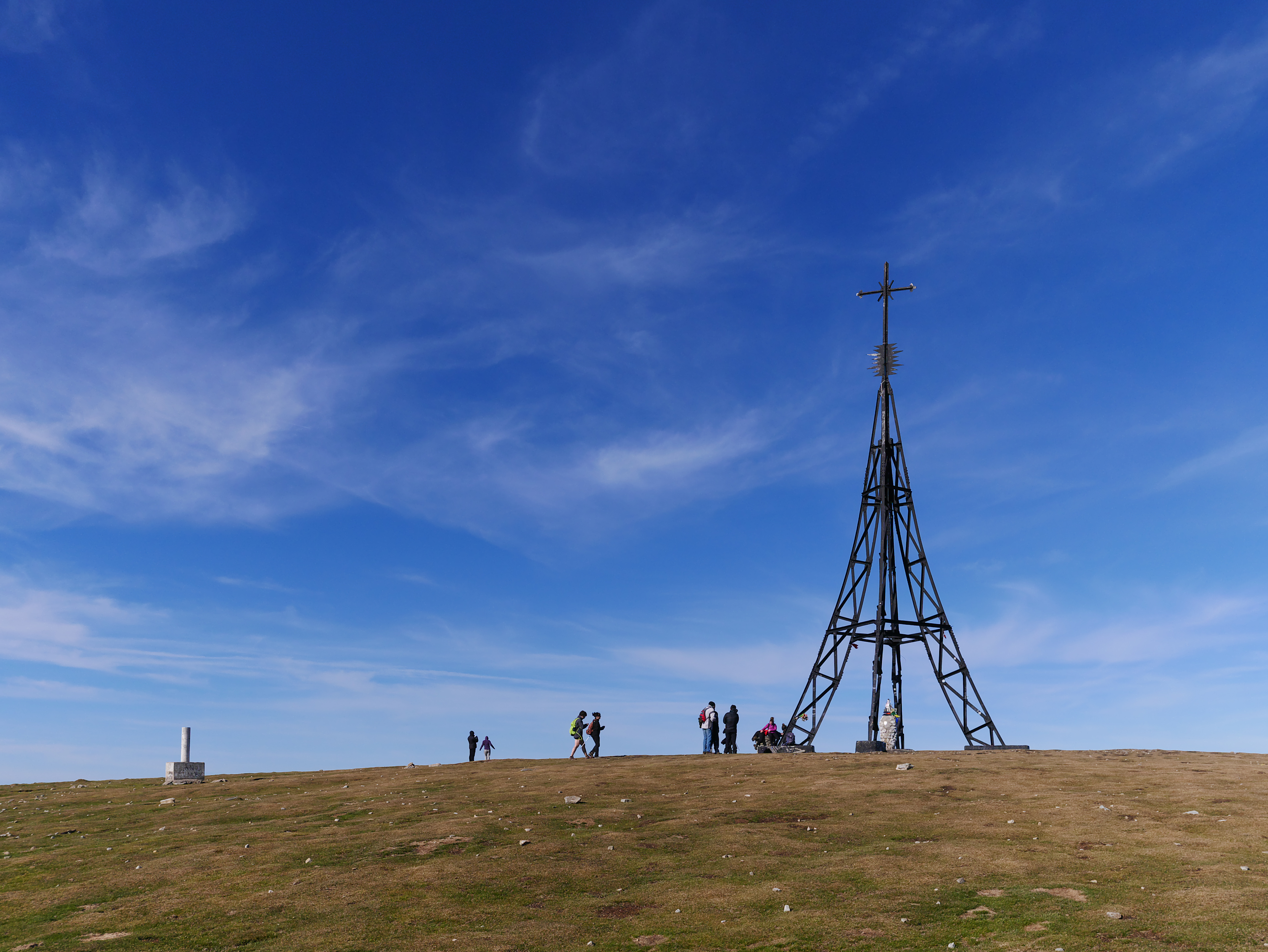
Gipfel des Gorbea mit Gipfelkreuz